# Cidyessus
Cidyessus (łac. Diœcesis Cidyessensis) – stolica historycznej diecezji w Cesarstwie Rzymskim (prowincja Frigia Pacaziana), współcześnie w Turcji. Wzmianki o biskupach pochodzą z V–IX wieku, pierwszym znanym biskupem był Herakliusz (V w.). Od XIX wieku katolickie biskupstwo tytularne, od 1965 wakujące.

## Biskupi tytularni
| Lp. | Biskup                          | Od               | Do               |
| --- | ------------------------------- | ---------------- | ---------------- |
| 1   | José Terrés OP                  | 21 kwietnia 1874 | 2 kwietnia 1906  |
| 2   | Lajos Rajner                    | 14 czerwca 1906  | 27 marca 1920    |
| 3   | Gabriele Natale Moriondo OP     | 28 czerwca 1920  | 19 maja 1922     |
| 4   | Antonín Čech                    | 3 stycznia 1923  | 26 sierpnia 1929 |
| 5   | Paulin-Joseph-Justin Albouy MEP | 27 marca 1930    | 11 kwietnia 1946 |
| 6   | Claudius-Philippe Bayet         | 10 kwietnia 1947 | 18 grudnia 1965  |